# Josette Bushell-Mingo
Josette Bushell-Mingo (Lewisham, 16 de febrero de 1964) es una actriz británica de origen africano, nacida en Londres y radicada actualmente en Suecia. Se desempeña además como directora artística del teatro sueco Riksteatern.

## Biografía
Josette Bushell-Mingo nació en 1964 en el municipio de Lewisham, al sur de Londres.
En 1999 interpretó el papel de Solveig en la obra Peer Gynt en Mánchester, regresando a la ciudad en 2005 para encarnar a Cleopatra en la obra Antony and Cleopatra. Ambas producciones fueron dirigidas por Braham Murray. Fue nominada a un Premio Laurence Olivier en 2000 en la categoría de mejor actriz en un musical por su papel de Rafiki en la producción londinense de El rey León.
En 2006 fue nombrada Oficial de la Orden del Imperio Británico. Un año después dirigió la producción teatral de la novela de Margaret Atwood Penélope y las doce criadas.
Radicada durante varios años en Suecia, actualmente es la directora artística del grupo teatral Riksteatern. Su producción teatral The Odyssey, interpretada en lenguaje de señas, fue aclamada por la crítica escandinava.
En 2016 presentó Nina – A Story About Me and Nina Simone, obra inspirada en la cantante y activista Nina Simone. En 2017 obtuvo una nominación en la categoría de mejor actriz protagónica en los Premios de la Academia del Cine Africano por su participación en la película Medan vi lever, dirigida por Dani Kouyaté.

## Filmografía

### Cine y televisión
- 2019 - Bröllop, begravning & dop
- 2016 - Medan vi lever
- 2016 - Flickan, mamman och demonerna
- 2015 - Girls & Boys (corto)
- 1997 - Nudlar och 08:or